# Андре Ренар
Андре Ренар (на френски: André Renard) е валонски общественик.

## Биография
Той е роден на 25 май 1911 година във Валансиен. От началото на 1930-те години се включва активно в профсъюзното движение, като е привърженик на неговата независимост от политическите партии. Активно се застъпва за автономия на Валония.
Андре Ренар умира на 20 юли 1962 година в Серен.